# Cala Puntalejo
La Cala Puntalejo se encuentra ubicada en la localidad gaditana de Conil de la Frontera. Tiene una extensión de 180 metros y de ancho 18 metros, está construida por un acantilado rocoso sobre el que se extiende una franja de matorral mediterráneo muy dividido. El acantilado presenta en sus extremos grandes rocas desprendidas y restos de fósiles marinos en la pared de la zona interna de la cala. Se encuentra también interrumpido en su continuidad por la desembocadura del Arroyo del Quinto, el cual es usado como camino de acceso. Por último también cuenta con un búnker del siglo XX.